# György Kulin
György Kulin (Salonta, 28 de enero de 1905 – Budapest, 22 de abril de 1989) fue un astrónomo húngaro. Descubrió 21 asteroides entre 1936 y 1941, y fue codescubridor del cometa no periódico C/1942 C1 Whipple-Bernasconi-Kulin.
| Asteroides descubiertos: 21 | Asteroides descubiertos: 21 | Asteroides descubiertos: 21 |
| --------------------------- | --------------------------- | --------------------------- |
| (1436) Salonta              | 11 de diciembre de 1936     |                             |
| (1441) Bolyai               | 26 de noviembre de 1937     |                             |
| (1442) Corvina              | 29 de diciembre de 1937     |                             |
| (1444) Pannonia             | 6 de enero de 1938          |                             |
| (1445) Konkolya             | 6 de enero de 1938          |                             |
| (1452) Hunnia               | 26 de febrero de 1938       |                             |
| (1489) Attila               | 12 de abril de 1939         |                             |
| (1513) Mátra                | 10 de marzo de 1940         |                             |
| (1538) Detre                | 8 de septiembre de 1940     |                             |
| (1546) Izsák                | 28 de septiembre de 1941    |                             |
| (1710) Gothard              | 20 de octubre de 1941       |                             |
| (2043) Ortutay              | 12 de noviembre de 1936     |                             |
| (2058) Róka                 | 22 de enero de 1938         |                             |
| (2242) Balaton              | 13 de octubre de 1936       |                             |
| (2712) Keaton               | 29 de diciembre de 1937     |                             |
| (2738) Viracocha            | 12 de marzo de 1940         |                             |
| (3019) Kulin                | 7 de enero de 1940          |                             |
| (3380) Awaji                | 15 de marzo de 1940         |                             |
| (3427) Szentmártoni         | 6 de enero de 1938          |                             |
| (7317) Cabot                | 12 de marzo de 1940         |                             |
| (10258) 1940 AB             | 6 de enero de 1940          |                             |

## Semblanza
Kulin nació en el condado húngaro de Bihar, cuarto hijo de William Kulin y de Julianna Tóth. Su padre era un hombre culto que tenía una enorme biblioteca, perteneciente a una familia noble pogresivamente empobrecida. Ejerció como aprendiz de zapatero en la ciudad de Oradea, pero el establecimiento de una fábrica estatal de zapatos en Salonta obligó al cierre del negocio.
El paso del cometa Halley en la primera primavera de 1910 ejerció una gran influencia en Kulin, que contaba con cinco años de edad, aunque no como objeto de curiosidad astronómica, si no como un signo ominoso y apocalíptico para un asustado niño pequeño.
En el otoño de 1922 fue a Budapest a estudiar economía, aprovechando que el gobierno rumano permitía que los habitantes de las tierras que había ocupado tras la Primera Guerra Mundial abandonasen su territorio fácilmente. Llegó a Budapest sin dinero, y se mantuvo a duras penas, pero era necesario en casa de sus padres, por lo que regresó después de completar cuatro semestres en la universidad. Pasó los dos años siguientes en su ciudad natal, trabajando con su padre como contable en una fábrica. Fue reclutado por el ejército rumano, con el que pasó un año.
En 1927 regresó a Budapest y se matriculó en la Facultad de Matemáticas y Física de la Universidad Peter Pázmány (actualmente Loránd Eötvös). Durante sus años universitarios, en 1930, apareció su primer artículo impreso en Mundo Estudiantil. Obtuvo su maestría en 1932, pero no pudo conseguir un empleo debido a la Gran Depresión. Como Secretario General de una fraternidad cristiana recibía un modesto ingreso.
En 1933 se casó con Magdalena Blahó, con la que tuvo un total de cuatro niños: Magdalena en 1934, Eniko en 1936, George en 1944, y Esther en 1949.

## Labor astronómica
En 1935 fue destinado al Observatorio Konkoly de Svábhegyi en Budapest como un graduado desempleado. Inicialmente cobraba como un interno y posteriormente trabajó como asistente, con un salario escaso. (El personal del instituto en aquel momento era de solo cuatro o cinco personas debido a la mala situación financiera). Al principio realizó trabajos administrativos de contabilidad, y en el servicio horario (el instituto facilitaba la hora exacta basándose en las determinaciones hechas en el círculo meridiano).
Solo al final del año se le encargó la detección de estrellas variables. Ya había cumplido treinta años cuando por fin tuvo ocasión de ver el cielo a través del espejo del telescopio de 60 cm. Su propósito era comparar las posiciones precalculadas con las observadas de los asteroides, cotejando las diferencias con los datos tomados en Berlín. Comenzó a realizar registros, en su mayoría fotográficos de los cuerpos entonces conocidos, ampliando su campo de interés a los asteroides.
En junio de 1936 publicó su primer artículo de investigación científico y descubrió ese mismo año un asteroide junto con Richard Abaházi. El asteroide (1936) QG fue observado durante un mes, y más tarde sería re-descubierto y nombrado por otros (actualmente lleva el nombre de (2882) Tedesco).
El 13 de octubre de 1936 descubrió el asteroide (2242) Balaton, primero al que puso nombre. El 11 de diciembre descubrió el asteroide que años después sería bautizado con su nombre, (3019) Kulin. El honor a su ciudad natal, denominó al asteroide (1436) Salonta.
Obtuvo su doctorado en astronomía en 1939, con una tesis sobre la comparación de los métodos de Gauss y de Vaisala, que en parte versaba sobre los cálculos que estaba realizando.
El 6 de enero de 1940 descubrió un nuevo cuerpo celeste, que fue considerado como el cometa 1940/AB durante varias décadas. Sin embargo, en la década de 1980 fue clasificado como asteroide con el número de serie (10258) 1940 AB. También descubrió tres nuevas estrellas variables en el cúmulo globular M56.
Entre el 12 y el 13 de febrero de 1942 descubrió su primer cometa (entonces todavía se creía que era el segundo) durante la filmación de asteroides. También fue descubierto por otros dos astrónomos (un americano y un italiano), recibiendo el nombre de 1942/a (Whipple-Bernasconi-Kulin).
El 9 de marzo de 1943 descubrió otro asteroide, posteriormente denominado (1809) Prometeo. Debido a la Segunda Guerra Mundial, la instrumentación astronómica del Observatorio de Svábhegy fue dada de baja. Aunque el equipo de observación se pudo conservar de forma segura, desde el verano de 1945 a penas trabajó debido a los difíciles años de la posguerra. La investigación visual no se pudo mantener, y finalmente se clausuró el Instituto Svábhegy en 1947 tras alrededor de una década y media de cultivar con éxito la investigación sobre asteroides.

## Etapa como divulgador
Como ya se ha señalado, Kulin no se formó originalmente como astrónomo, y ya había cumplido más de treinta años cuando pudo acceder a un primer gran telescopio. Vivamente impresionado por la contemplación del cielo nocturno, quedó convencido de la importancia de introducir la astronomía en la educación: "Los jóvenes, antes de abandonar la escuela, deberían disponer de todos los medios necesarios para al menos ver el cielo a través del telescopio como Galileo lo vio."
Kulin fue un promotor de la astronomía para aficionados. Fundó en 1946 la "Magyar Csillagászati Egyesület" (Sociedad Astronómica Húngara), que fue disuelta en 1949, y vivió para ver su refundación el día 19 de febrero de 1989.
Sus modelos de conducta en el mundo de la educación y en la popularización de la astronomía fueron Galileo y el francés Camille Flammarion.
Además de su labor de popularización de la astronomía, realizó miles de espejos de telescopio, difundiendo las técnicas de pulido, abaratando la óptica para ponerla al alcance del mayor número posible de aficionados.
Cultivó la escritura de relatos de ciencia ficción.

## Eponimia
- El asteroide del cinturón principal (3019) Kulin descubierto por Kulin el 7 de enero de 1940 desde el Observatorio Konkoly de Budapest, recibió este nombre en su memoria en 1990.